# Semiperfekter Ring
Ein semiperfekter Ring im mathematischen Teilgebiet der Algebra ist ein Ring, über dem jeder endlich erzeugte Linksmodul eine projektive Decke hat. Der Begriff wurde 1959/60 von Hyman Bass eingeführt.

## Definition
Im Folgenden sei R ein Ring mit 1, J=J(R) das Jacobson-Radikal.
Ein Ring R heißt semiperfekt, wenn er eine der folgenden äquivalenten Eigenschaften besitzt:
- Jeder einfache R-Links-/Rechtsmodul hat eine projektive Decke.
- Jeder endlich erzeugte R-Links-/Rechtsmodul hat eine projektive Decke.
- R/J ist halbeinfach, und jedes Idempotent von R/J lässt sich zu R heben.
- Es existiert eine Zerlegung {\displaystyle 1=\sum _{i=1}^{n}e_{i}} mit paarweise orthogonalen, lokalen Idempotenten {\displaystyle e_{1},\dots ,e_{n}}.

## Eigenschaften
- Alle linksartinschen und alle rechtsartinschen Ringe sind semiperfekt.
- Jeder lokale Ring ist semiperfekt.
- Ein kommutativer Ring {\displaystyle R} ist genau dann semiperfekt, wenn {\displaystyle R} eine endliche direkte Summe von lokalen Ringen ist.
- Ist {\displaystyle R} semiperfekt und {\displaystyle I} ein Ideal von {\displaystyle R}, dann ist auch der Faktorring {\displaystyle R/I} semiperfekt.
- Ist {\displaystyle R} ein Ring und {\displaystyle e\in R} ein Idempotent, dann ist {\displaystyle R} semiperfekt genau dann wenn {\displaystyle (1-e)R(1-e)} und {\displaystyle eRe} semiperfekt sind.